# تسیامالائو
تسیامالائو (به لاتین: Tsiamalao) یک منطقهٔ مسکونی در ماداگاسکار است که در بفندریانا-نورد واقع شده‌است. تسیامالائو ۲۱٬۰۰۰ نفر جمعیت دارد و ۲۶۴ متر بالاتر از سطح دریا واقع شده‌است.